# Угали
Уга́ли, также поп — основное блюдо рациона африканской этнической группы календжин. Распространено во многих странах южной и юго-восточной Африки под различными названиями: ngima, obusuma, kimnyet, nshima, Mieliepap, phutu, sadza, kwon и др. Представляет собой туго сваренную кашу или пюре на основе кукурузной муки. Угали едят руками: формируют небольшой шарик и делают в нём углубление, чтобы получилось что-то вроде съедобной ложки. Затем можно наполнить углубление рагу, мясом или соусом.
В южной и юго-восточной частях Африки распространено мнение о высокой энергетической ценности угали. Это мнение разделяют не все африканцы. Так, в сентябре 2019 года вице-президент Замбии Инонге Вина (Inonge Wina) призвала сограждан есть поменьше угали (в Замбии блюдо называют nshima), потребляя вместо этого более питательные продукты.